# Jami Gertz
Jami Gertz (Chicago, Illinois, 1965. október 28. –) amerikai színésznő.

## Fiatalkora
Jami Gertz - Sharon és Walter Gertz harmadik gyermeke. Két bátyja van, Michael és Scott. Eredetileg műkorcsolyázó szeretett volna lenni, de az iskolában szerepet kapott az Óz, a nagy varázsló-ban, így érdeklődése a színészet felé fordult. A Maine East High School-ban végzett 1983-ban, majd a New York-i egyetemen tanult színészetet.
1989-ben ment férjhez Anthony Ressler-hez, akivel azóta is együtt vannak. Három gyermekük született, Theo, Oliver Jordan és Nicholas Simon.

## Pályafutása
Jami tizenhat évesen tűnt fel először a filmvásznon, a Végtelen szerelem című filmben. A Square Pegs című vígjáték-sorozatban Muffy Tepperman karakterét osztották rá. 1982 és 1983 között húsz epizódban szerepelt. Az 1986-os Ezüstkerék című filmben már kicsivel nagyobb szerepet kapott Kevin Bacon mellett. Még ugyanebben az évben láthattuk Walter Hill filmjében, az Útkereszteződések-ben és a Napgyermekek-ben, Richard Jordan és Jason Patric oldalán.
1990-ben aztán lehetőséget kapott Steve Guttenberg és Shelley Long mellett A szerelem Harley Davidsonon érkezik című filmben is. A Sibs című vígjáték-sorozatban 22 részen át formálta meg Lily Ruscio alakját. Aztán 1996-ban jött Jan de Bont filmje, a Twister, amiért Arany Málna díjra is jelölték. Láthattuk a Vészhelyzet-ben és az Ally McBeal-ben is. 2002-ben aztán jött a Szívem csücskei című családi vígjáték-sorozat, amelyben Mark Addy-vel alakították a Miller házaspárt, négy évadon és 88 részen át. A sorozat itthon és külföldön egyaránt nagy sikert aratott. Közben főszerepet kapott a 2003-as Beépített szerelem című moziban is. A másik hosszabb lélegzetű sorozata a Szomszédok az űrből. 44 epizódban láthattuk Debbie Weaver-ként.

## Filmográfia

### Film
| Év   | Magyar cím                           | Eredeti cím                | Szerep             | Magyar hang        |
| ---- | ------------------------------------ | -------------------------- | ------------------ | ------------------ |
| 1981 |                                      | On the Right Track         | lány               |                    |
| 1981 | Végtelen szerelem                    | Endless Love               | Patty              |                    |
| 1984 | Tizenhat szál gyertya                | Sixteen Candles            | Robin              |                    |
| 1984 | ABC-város                            | Alphabet City              | Sophia             |                    |
| 1985 | Mischief – Első randi                | Mischief                   | Rosalie            |                    |
| 1986 | Ezüstkerék                           | Quicksilver                | Terri              |                    |
| 1986 | Útkereszteződések                    | Crossroads                 | Frances            | Csifó Dorina       |
| 1986 | Napgyermekek                         | Solarbabies                | Terra              | Györgyi Anna       |
| 1986 | Napgyermekek                         | Solarbabies                | Terra              | Vadász Bea         |
| 1987 | Az elveszett fiúk                    | The Lost Boys              | Star               | Tóth Ildikó        |
| 1987 | Az elveszett fiúk                    | The Lost Boys              | Star               | Csondor Kata       |
| 1987 |                                      | Less than Zero             | Blair              |                    |
| 1989 | Idehallgass!                         | Listen to Me               | Monica Tomanski    | Kisfalvi Krisztina |
| 1989 | Renegátok                            | Renegades                  | Barbara            | Hegyi Barbara      |
| 1989 | Renegátok                            | Renegades                  | Barbara            | Németh Borbála     |
| 1989 | A két lány                           | Zwei Frauen                | Eva Martin         | Balázs Ágnes       |
| 1990 | A szerelem Harley Davidsonon érkezik | Don't Tell Her It's Me     | Emily Pear         | Détár Enikő        |
| 1990 | Házinyúlra nem lövünk                | Sibling Rivalry            | Jeanine            | Hegyi Barbara      |
| 1990 | Házinyúlra nem lövünk                | Sibling Rivalry            | Jeanine            | Zsigmond Tamara    |
| 1990 | Házinyúlra nem lövünk                | Sibling Rivalry            | Jeanine            | Molnár Ilona       |
| 1992 | Imádlak, Mr. Manhattan!              | Jersey Girl                | Toby               | Györgyi Anna       |
| 1996 | Twister                              | Twister                    | Dr. Melissa Reeves | Kocsis Judit       |
| 1999 | Csajos hetes                         | Seven Girlfriends          | Lisa               |                    |
| 2001 |                                      | Lip Service                | Kat                |                    |
| 2006 | Bármicvó                             | Keeping Up with the Steins | Joanne Fielder     |                    |
| 2013 |                                      | Dealin' with Idiots        | Rosie              |                    |
| 2022 | Jöjj vissza hozzám!                  | I Want You Back            | Rita               |                    |

### Televízió
| Év        | Magyar cím                    | Eredeti cím                                    | Szerep             | Megjegyzések                                                     |
| --------- | ----------------------------- | ---------------------------------------------- | ------------------ | ---------------------------------------------------------------- |
| 1982–1983 |                               | Square Pegs                                    | Muffy Tepperman    | állandó szereplő (20 epizód)                                     |
| 1983      |                               | Diff'rent Strokes                              | Lindsay            | 1 epizód                                                         |
| 1983      |                               | For Members Only                               | Monica Mitchell    | tévéfilm                                                         |
| 1983–1984 |                               | The Facts of Life                              | Boots St. Claire   | visszatérő szereplő (4 epizód)                                   |
| 1984      |                               | Dreams                                         | Martha Spino       | állandó szereplő (12 epizód)                                     |
| 1984      | Családi kötelékek             | Family Ties                                    | Jocelyn Clark      | 1 epizód                                                         |
| 1991–1992 |                               | Sibs                                           | Lily Ruscio        | állandó szereplő (22 epizód)                                     |
| 1994      | Seinfeld                      | Seinfeld                                       | Jane               | 1 epizód                                                         |
| 1994      | Ez nem lehet szerelem         | This Can't Be Love                             | Sarah              | tévéfilm magyar hangja Kökényessy Ági                            |
| 1994      |                               | Dream On                                       | Jane Harnick       | 2 epizód                                                         |
| 1994      |                               | Related by Birth                               | Lily               | rövidfilm                                                        |
| 1995      |                               | Hudson Street                                  | Allison            | 1 epizód                                                         |
| 1997      | Vészhelyzet                   | ER                                             | Dr. Nina Pomerantz | visszatérő szereplő (6 epizód)                                   |
| 2000–2002 | Ally McBeal                   | Ally McBeal                                    | Kimmy Bishop       | visszatérő szereplő (6 epizód)                                   |
| 2001      |                               | True Love                                      | ismeretlen szerep  | tévéfilm                                                         |
| 2002      |                               | Gilda Radner: It's Always Something            | Gilda Radner       | tévéfilm                                                         |
| 2003      | Beépített szerelem            | Undercover Christmas                           | Brandi O'Neill     | tévéfilm magyar hangja Törtei Tünde                              |
| 2005      |                               | Fighting the Odds: The Marilyn Gambrell Story  | Marilyn Gambrell   | tévéfilm                                                         |
| 2002–2006 | Szívem csücskei               | Still Standing                                 | Judy Miller        | visszatérő szereplő (88 epizód) magyar hangja Kisfalvi Krisztina |
| 2006      | Shark – Törvényszéki ragadozó | Shark                                          | Sara Metcalfe      | 1 epizód                                                         |
| 2007      | Hócsapda                      | Lost Holiday: The Jim & Suzanne Shemwell Story | Suzanne Shemwell   | tévéfilm                                                         |
| 2009–2010 | Törtetők                      | Entourage                                      | Marlo Klein        | visszatérő szereplő (5 epizód)                                   |
| 2011      | Modern család                 | Modern Family                                  | Laura              | 1 epizód                                                         |
| 2012–2014 | Szomszédok az űrből           | The Neighbors                                  | Debbie Weaver      | állandó szereplő (44 epizód) magyar hangja Kisfalvi Krisztina    |
| 2016      | Rólunk szól                   | This Is Us                                     | Marin Rosenthal    | 1 epizód                                                         |
| 2017      |                               | Difficult People                               | David felesége     | 1 epizód                                                         |